# Vjekoslav Vidović
Vjekoslav Vidović (Varaždin, 14. ožujka 1919. – Zagreb, 31. listopada 2006.), hrvatski pravnik.
U mladosti je sudjelovao u Drugom svjetskom ratu, na strani partizana. Nakon rata diplomirao je pravo u Zagrebu, a potom radi kao sudac u Varaždinu i Zagrebu. Inicirao je i utemeljio prvu Udrugu sudaca tadašnje socijalističke Hrvatske i izravno je sudjelovao u pisanju ustavnih amandmana na Ustav bivše Jugoslavije. U to doba jednoumlja, na razne se načine suprotstavljao diktatima centralnog partijskog komiteta Hrvatske i Jugoslavije, a za ilustraciju, jedan od njegovih takvih odvažnih poteza dogodio se kad je kao raspravni sudac u jednom predmetu prisilio 1969. godine Josipa Broza Tita, čelnog čovjeka Jugoslavije, da vrati trofejnu lovačku pušku, jer je bila kupljena na nezakonit način. Dao je ostavku s mjesta suca Okružnog suda 1972. godine odbivši sudjelovati u organizaciji političkih procesa sudionicima i pristašama Hrvatskog proljeća. Od 1973. do 1990. radi kao odvjetnik u Varaždinu. 
Uspostavom hrvatske države postaje predsjednikom Vrhovnog suda Republike Hrvatske. Vidović je u svojstvu predsjednika Vrhovnog suda organizirao i nadgledao provedbu prvog referenduma o samostalnosti RH 19. travnja 1991. godine temeljem kojeg je RH donijela Deklaraciju o neovisnosti 25. lipnja iste godine. Međutim, s mjesta predsjednika Vrhovnog suda otišao je već početkom 1992. godine, ne želivši protupravno zadržati predsjednika Hrvatske stranke prava Dobroslava Paragu u zatvoru. Od 1995. do 1996. glavni je tajnik Hrvatskog helsinškog odbora za ljudska prava (HHO), a od 1997. do 2001. bio je predsjednik tog odbora. Za njegova su mandata objavljeni kontroverzni nalazi HHO-a o zločinima nad civilima za vrijeme vojno-redarstvene akcije "Oluja". 1999. godine zauzeo se za pokretanje ustavne procedure opoziva predsjednika Republike Hrvatske Franje Tuđmana.